# Hypostas
Hypostas, av grekiska: ὑπόστᾰσις, hypostasis, ordagrant 'det som står under'. Hypostas förekommer inom kristen trinitarisk teologi som benämning på Treenighetens olika personer, där en hypostas (Fadern, Sonen eller Anden) är en person i gudomen.
Termen används också ibland inom forskning kring mytologiska figurer. Till exempel betraktas Loke av somliga som en hypostas av Oden; det vill säga, en aspekt av Oden som med tiden blivit en självständig figur.